# Словенија на Светском првенству у атлетици на отвореном 2017.
Словенија је на Светском првенству у атлетици на отвореном 2017. одржаном у Лондону од 4. до 13. августа, учествовала тринаести пут, односно учествовала је под данашњим именом на свим првенствима од 1993. до данас. Репрезентацију Словеније представљало је 7 такмичара (2 мушкараца и 5 жена) који су се такмичили у седам дисциплина (2 мушке и 5 женских).,
На овом првенству представници Словеније нису освојили ниједну медаљу нити су остварили неки резултат.

## Учесници
| Мушкарци: - Лука Јанежич — 400 м - Рок Пухар — Маратон | Жене: - Анита Хорват — 400 м - Агата Зупин — 400 м препоне - Маруша Черњул — Скок увис - Тина Шутеј — Скок мотком - Мартина Ратеј — Бацање копља |  |

## Резултати

### Мушкарци
| Атлетичар    | Дисциплина | Лични рекорд | Квалификације | Квалификације | Полуфинале       | Полуфинале       | Финале           | Финале        | Детаљи |
| Атлетичар    | Дисциплина | Лични рекорд | Резултат      | Место         | Резултат         | Место            | Резултат         | Место         | Детаљи |
| ------------ | ---------- | ------------ | ------------- | ------------- | ---------------- | ---------------- | ---------------- | ------------- | ------ |
| Лука Јанежич | 400 м      | 44,84 НР     | 46,06         | 6. у гр. 2    | Није се пласирао | Није се пласирао | Није се пласирао | 36 / 49 (52)  |        |
| Рок Пухар    | Маратон    | 2:18:22      |               |               |                  |                  | 1:47,24          | 66 / 71 (100) |        |

### Жене
| Атлетичарка   | Дисциплина    | Лични рекорд | Квалификације | Квалификације | Полуфинале            | Полуфинале            | Финале                | Финале       | Детаљи |
| Атлетичарка   | Дисциплина    | Лични рекорд | Резултат      | Место         | Резултат              | Место                 | Резултат              | Место        | Детаљи |
| ------------- | ------------- | ------------ | ------------- | ------------- | --------------------- | --------------------- | --------------------- | ------------ | ------ |
| Анита Хорват  | 400 м         | 51,94        | 52,78         | 7. у гр. 3    | Није се квалификовала | Није се квалификовала | Није се квалификовала | 37 / 48 (49) |        |
| Агата Зупин   | 400 м препоне | 55,96        | 56,54 КВ      | 4. у гр. 3    | 57,05                 | 9. у гр. 3            | Нису се квалификовале | 21 / 39      |        |
| Маруша Черњул | Скок увис     | 1,93         | 1,89          | 8. у гр. Б    |                       |                       | Нису се квалификовале | 13 / 29 (30) |        |
| Тина Шутеј    | скок мотком   | 4,71 НР      | 4,35          | 8. у гр. Б    | 15 / 24 (31)          |                       | Нису се квалификовале |              |        |
| Мартина Ратеј | Бацање копља  | 67,16 НР     | 65,64 КВ, ЛРС | 2. у гр. Б    | 61,05                 | 9 / 30 (31)           |                       |              |        |